# Here Comes Honey Boo Boo
Here Comes Honey Boo Boo (conocida en el Reino Unido como Swamp Mama) fue una serie de telerrealidad estadounidense  que se emitió en TLC. El programa presentaba a la familia de la participante del concurso de belleza infantil Alana «Honey Boo Boo» Thompson. El programa se estrenó el 8 de agosto de 2012 y finalizó el 14 de agosto de 2014. Thompson y su familia originalmente llegaron a la fama en la serie de telerrealidad de TLC Toddlers & Tiaras. La serie recibió críticas predominantemente negativas de los críticos de televisión durante su ejecución.
El 24 de octubre de 2014, TLC canceló la serie después de cuatro temporadas, siguiendo los rumores que indicaban que el miembro del elenco June Shannon comenzó a salir con un hombre que era un delincuente sexual registrado, lo que tanto Shannon como su hija mayor Lauryn negaron. Varios episodios ya habían sido grabados para una quinta temporada, pero no se emitieron hasta el 21 de abril de 2017, cuando TLC transmitió cuatro de los episodios como el especial de dos horas Here Comes Honey Boo Boo: The Lost Episodes.

## Elenco
Además de Alana, que tenía seis años cuando se rodó la primera temporada, el programa presenta a su madre que se queda en casa, June «Mama June» Shannon; su padre Mike «Sugar Bear» Thompson, un minero de tiza; y sus tres hermanas: Lauryn «Pumpkin» Shannon, Jessica «Chubbs» Shannon, y Anna «Chickadee» Shannon (ahora Anna Cardwell). Anna Shannon dio a luz a su hija Kaitlyn Cardwell en el final de la primera temporada.  
La primera temporada de Here Comes Honey Boo Boo se emitió del 8 al 26 de octubre de 2012, y fue seguida por cuatro especiales que se emitieron a principios de 2013.
En septiembre de 2012, Here Comes Honey Boo Boo fue renovada para una segunda temporada.  La segunda temporada se estrenó el 17 de julio de 2013 y concluyó el 11 de septiembre de 2013. La segunda temporada presentó los preparativos para la boda o «ceremonia de compromiso» de June Shannon y Mike Thompson. Para el estreno de la segunda temporada, TLC distribuyó tarjetas Watch 'N' Sniff , que permiten a los espectadores liberar aromas que se correlacionan con escenas específicas. 
El 20 de septiembre de 2013, se anunció que TLC había ordenado una tercera temporada de doce episodios y tres especiales.  La tercera temporada se estrenó el 16 de enero de 2014,  y concluyó el 6 de marzo de 2014.

## Ratings y acogida
El episodio de estreno de la serie alcanzó un rating de 1,6 en el grupo demográfico de 18-49, atrayendo a 2,2 millones de espectadores. La serie fue uno de los programas de mayor audiencia de TLC en su primera temporada. El episodio del 29 de agosto, emitido el miércoles por la noche durante la Convención Nacional Republicana de 2012, atrajo a casi 3 millones de espectadores y obtuvo una audiencia de 1,3 entre los jóvenes de 18 a 49 años, la audiencia más alta en ese grupo de edad para cualquier programa de cable esa noche. La cobertura de la convención de Fox News fue segunda en el periodo de tiempo con un rating de 1,2, mientras que la cobertura de NBC tuvo un 1,1.
La reacción de la crítica a la serie ha sido variada: algunos la califican de "ofensiva", "escandalosa" y "explotadora", mientras que otros la califican de "televisión imprescindible".

### Críticas
The A.V. Club calificó el primer episodio de "historia de terror que se hace pasar por un programa de telerrealidad", con otros preocupados por la posible explotación infantil. James Poniewozik alabó mayoritariamente el programa, pero criticó a los productores por "la forma en que el programa parece asumir que esos espectadores verán a esta familia y al mundo".
Un crítico de Forbes criticó a TLC por tratar de "retratar a la familia de Alana como una horda de gamberros piojosos, comedores de manteca y chupadores de narices al sur de la línea Mason-Dixon", afirmando que "se queda en nada, porque aquí no hay una verdadera disfunción, salvo por el tema del concurso de belleza". The Guardian también criticó el intento de retratar a las Thompson como personas de las que "señalar y reírse", afirmando que "ninguna de las mujeres o chicas que participan en el programa parece odiarse a sí misma por su pobreza, su peso, su estilo de vida poco urbano o las formas en que se apartan del estándar de belleza socialmente aceptable".
The Hollywood Reporter calificó el espectáculo de "horripilante", explicando:

Sabes que este programa es explotación. TLC lo sabe. Puede que incluso mamá y HBB lo sepan, en el fondo de sus rotundos cuerpos. «Here Comes Honey Boo Boo» es un accidente de coche, y todo el mundo se queda mirando un accidente de coche, ¿verdad? Es la naturaleza humana. Sí, excepto que si juegas esa carta, también tienes que darte cuenta de que la naturaleza humana viene con la capacidad de trazar una línea, de mantenerse firme contra la deshumanización y el desgarro gradual del tejido social, incluso si esta interminable avalancha de telerrealidad sugiere que es un esfuerzo perdido. Se puede decir no a la explotación visual. Se puede decir no a TLC. Y se puede decir no a Honey Boo Boo Child. Alguien tiene que hacerlo.<

El número de TV Guide "Cheers & Jeers 2012" comentó: "Abucheos a “Here Comes Honey Boo Boo” por existir. Alana Thompson y su familia han bajado el listón de la televisión a nuevas profundidades mientras introducen a los espectadores los términos “pie de carretilla elevadora” y “costra de cuello”. En una palabra, “'ewww.”' 
La propia June Shannon fue criticada por la dieta de su hija, que incluía "Go Go Juice", una mezcla de Red Bull y Mountain Dew que contiene tanta cafeína como dos tazas de café. Utilizaba esta bebida para preparar a su hija para los concursos. Shannon, en respuesta a esas críticas, señaló: "Hay cosas mucho peores... podría estar dándole alcohol".

### Estrellato
Alabó el espectáculo por la actitud de Alana Thompson hacia su tío paterno gay Lee "Poodle" Thompson; Thompson dijo: "No hay nada de malo en ser un poco gay". Destacó el "claro mensaje de igualdad" de la serie y dijo que la aceptación de Alana de su pariente gay "confundió" el estereotipo de la clase trabajadora sureña, la mujer blanca sureña. 
June Nature ha sido elogiada por Mother Nature Network por su "agudo sentido comercial" con el que alimenta a su familia con 80 dólares a la semana recortando copiosos cupones, jugando al bingo, explotando a los niños y adquiriendo cheques de sus cuatro hijos. . 
Antes de la segunda temporada del programa, Hank Stuever de The Washington Post dijo que el programa "me parece tan real como las imágenes de la Gran Depresión tomadas por los fotógrafos de WPA " y elogió los "sólidos, aunque poco ortodoxos, valores familiares". 

### Parodias
Here Comes Honey Boo Boo ha sido satirizado por la serie de televisión animada South Park, en su episodio de la temporada 16 " Raising the Bar ",  por la serie animada de televisión MAD , en un corto llamado "Here Comes Yogi Boo Boo", y en una parodia en línea cargada en CollegeHumor llamada "Precious Plum".
Christopher Walken , Colin Farrell y Sam Rockwell se tomaron el tiempo de promocionar su nueva película Seven Psychopaths para ofrecer una versión dramática de Here Comes Honey Boo Boo. 
La película Scary Movie 5 presentaba una escena parodiando a Sinister, donde Simon Rex se asusta con un aspecto de Alana que sale de una caja de cartón y dice: "Un dólar me hace holla, honey boo boo child".

### Cancelación
El 24 de octubre de 2014, TLC anunció la cancelación del programa después de que surgieran informes de que June Shannon estaba saliendo con un hombre condenado por abuso sexual infantil. Shannon y su hija mayor Lauryn negaron estos informes. El hombre en cuestión, Mark Anthony McDaniel, Sr., fue declarado culpable de abuso sexual agravado de un menor de 8 años en marzo de 2004. McDaniel figura como un delincuente sexual registrado en el Registro de Delincuentes Sexuales de Georgia. La hija mayor de Shannon confirmó que ella es la niña que fue molestada por McDaniel 10 años antes. TLC comentó sobre el futuro de la serie con respecto a la situación actual con la siguiente declaración: "Actualmente estamos reevaluando los informes, pero actualmente no tenemos Here Comes Honey Boo Boo en producción". 
Los episodios de una temporada completa, que podrían llenar seis meses de calendario, se dejan sin aire después de la cancelación del programa. 

### Poscancelación
Luego de enterarse de la cancelación del programa, el presidente de Vivid Entertainment , Steven Hirsch, envió una carta a June Shannon, ofreciéndole a ella y a su exsocio directo, Mike Thompson, US$ 1 millón para aparecer en una película pornográfica. Hirsch declaró que las producciones temáticas de BBW del estudio se han convertido en un género muy popular en Vivid.com y VividTV, y que haría que la experiencia de la pareja fuera "agradable" para ambos, y les brindó una contribución creativa. Pero June se negó y explicó: "Tengo más respeto por mí y mis hijos y mi familia. No está sucediendo, ni siquiera por un millón de dólares".
En febrero de 2015, Alana y June habían aparecido en un episodio de The Doctors después de que Alana había ganado peso notablemente y pesaba 125 libras (57 kg).
Alana había colaborado con Lauryn y Adam Barta, y los tres tenían previsto lanzar una canción llamada "Movin 'Up", pero TLC había amenazado con demandar a los Shannon, ya que no les permitieron publicar nada hasta que expirara su contrato a fines de mayo de 2015.
June "Mama June" Shannon y Mike "Sugar Bear" Thompson regresaron a la televisión de Telerrealidad en 2015 como participantes de Marriage Boot Camp: Reality Stars. Mientras la pareja estaba allí para trabajar en su matrimonio, Thompson finalmente reveló sus infidelidades a Shannon.

### Mama June: La Transformación
El 24 de febrero de 2017, June "Mama June" Shannon regresó a la televisión para un reality show de nueve episodios, Mama June: From Not to Hot . La trama principal del programa documentó su transformación de pérdida de peso de 460 a 160 libras (209 a 73 kg) luego de una cirugía bariátrica. La trama secundaria se desarrolló en torno a los conflictos de Shannon con su expareja Mike Thompson y su actual pareja, Jennifer.